# Tony Hawk’s Pro Skater 4
Tony Hawk’s Pro Skater 4 ist das vierte Skateboarding-Videospiel der Tony-Hawk’s-Reihe. Es wurde von Neversoft entwickelt und am 23. Oktober 2002 von Activision für GameCube, Game Boy Advance, PlayStation, PlayStation 2 und Xbox veröffentlicht. 2003 wurde es für Microsoft Windows und Mac OS X veröffentlicht. In 2004 ist eine Tapwave Zodiac Version erschienen.

## Gameplay
Das Ziel ist es in den meisten Spielmodi einen möglichst hohen Score zu erreichen. Um diesen zu erreichen, muss der Spieler erfolgreich Tricks ausführen und kombinieren wie z. B. aerials, flips, grinds, lips und manuals. Wenn dies gelingt, werden Punkte dem Spielerkonto gutgeschrieben. Die Punkte werden nach folgenden Kriterien vergeben: Zeitdauer der Tricks, Grad gedreht, Anzahl der Tricks in einer Folge ausgeführt, Tricks an bestimmten Orientierungspunkten auf der Karte durchgeführt und die Anzahl der benutzten Tricks.
Der Karriere-Modus ist neu aufgebaut und weicht stark von den letzten drei Spielen der Serie ab. Bisher hatten die Spieler ein Zeitlimit, um alle Ziele zu finden und alle Aufgaben innerhalb eines Levels zu erfüllen. Pro Skater 4 ist auf dem „Free-Skate“-Modus aufgebaut, in dem es keine zeitliche Begrenzung für die Level gibt. Die Ziele werden von Personen an den Spieler weitergegeben, die in den einzelnen Leveln platziert sind. Zudem sind auch nicht alle Ziele eines Levels von Anfang an freigeschaltet.
In Pro Skater 4 kann man auch Geld verdienen und sammeln, da in jedem Level Geldscheine verstreut sind. Damit lassen sich, im Spiel eigenen Shop, neue Ausrüstung, Cheats, Level und Skater kaufen.

## Neue Tricks
Diese Tricks sind nicht in allen Versionen verfügbar.
Skitching: Der Spieler kann sich an Stoßstangen eines Fahrzeuges (und auch an Tieren) festhalten. So kann man sich auch beschleunigen lassen, um gewisse Ziele zu erfüllen.
Spine Transfer: Erlaubt es dem Spieler, von einer Halfpipe in die gegenüberliegende Halfpipe (die Rücken an Rücken stehen) zu springen.
Flatland Tricks: Konnten in Tony Hawk’s Pro Skater 3 während eines „Manuals“ nur Spezialtricks ausgeführt werden, kann man in THPS4 jederzeit während eines Manuals so genannte Flatlandtricks ausführen. Somit sind noch mehr Kombinationen von Tricks möglich.

## Skater
- Tony Hawk
- Steve Caballero
- Kareem Campbell
- Rune Glifberg
- Eric Koston
- Bucky Lasek
- Bam Margera
- Rodney Mullen
- Chad Muska
- Andrew Reynolds
- Geoff Rowley
- Elissa Steamer
- Jamie Thomas
- Bob Burnquist

### Skater zum Freikaufen
- Daisy
- Eddie
- Jango Fett
- Mike Vallely

## Level
- College
- San Francisco
- Alcatraz
- Kona
- Schiffswerft
- London
- Zoo

### Level zum Freikaufen
- Jahrmarkt
- Chicago